# Валери Жаблянов
Валери Мирчев Жаблянов е български политик от БСП. От 19 април 2017 г. до 21 февруари 2018 г. е заместник-председател на XLIV народно събрание.

## Биография
Валери Жаблянов е роден през 1965 година в София. Завършва политология в Софийския университет. Доктор е по политология. Специализира по програмата „Фулбрайт“ в САЩ.
Член е на Националния съвет на БСП. Оглавява Комисията по подготовката и развитието на кадрите на БСП.
На парламентарните избори през 2013 година е избран от листата на Коалиция за България в 21 МИР Сливен и става народен представител в XLII народно събрание.
На 11 февруари 2023 г. Жаблянов бива изключен от БСП по желание на Корнелия Нинова.